# Клифърд Бери
Клифърд Бери (на английски: Clifford Berry) е американски физик, електроинженер и изобретател. Той е титуляр на 30 издадени патента, 19 от които в областта на масспектрометрията, а останалите 11 в областта на вакуумната електроника. За широката общественост той е по-известен с участието си в проекта за създаване на Компютър на Атанасов-Бери заедно с Джон Атанасов през 1939 г.

## Биография
Клифърд Бери е роден на 19 април 1918 г. в Гладбрук, Айова, в семейството на Фред Гордън Бери и Грейс Стрьом. Той е най-голямото от четирите деца: Клифърд, Кейт, Фредерик и Барбара.
Още от ранна възраст, Клифърд Бери проявява интерес към радиоелектрониката, а в училище се справя по-добре от връстниците си, поради което преминава с година по-рано в пети клас. На 11 годишна възраст, под надзора на баща си, който към него момент е собственик на магазин и сервиз за електродомакински уреди, Клифърд изгражда своя първи радиолюбителски апарат. По същото време семейството се премества в Маренго, Айова, където баща му е назначен за мениджър на местната енергийна компания. Клифърд продължава да се усъвършенства и да трупа знания, докато баща му не е убит от уволнен служител. След този инцидент майката решава, че ще е най-добре семейството да остане там, докато тай завърши своето обучение.
След това той получава бакалавърска степен в Щатския университет на Айова със специалност електроинженерство през 1939 г. и продължава с магистратура. Ръководителят му е Харолд Андерсън, професор по електроинженерство и приятел на Джон Атанасов. Когато Атанасов го пита дали може да му препоръча завършил студент, който да му асистира в проекта му за изчислителна машина, която да решава системи с линейни уравнения, Андерсън препоръчва Клифърд. Джон Атанасов осъзнава, че си има работа с необичаен млад човек. През 1939 г. двамата учени разговарят за първи път за основните идеи и проблеми, които ще трябва да решат при конструирането на прототипа на електронния цифров компютър. Създаването му става бързо и Клифърд играе значителна роля за успеха на проекта. През декември 1939 г. е демонстриран прототип на машината пред официалните лица на Щатския университет на Айова. Проектът не е доведен докрай поради включването на САЩ във Втората световна война през декември 1941 г. От средата на 1942 г. Атанасов и Бери са ангажирани във военни проекти, а работата по компютъра е прекъсната. Джон Атанасов заминава за Вашингтон, а Клифърд Бери за Пасадена, Калифорния.
Клифърд Бери получава магистърската си степен по физика през 1941 г. по тема, свързана с работата му по компютъра АВС и по-точно с идеята му за запис на двоични данни чрез прогарянето им с високоволтова искра върху хартия, а след войната, през 1948 г. и докторска степен, също от университета в Айова.

## Професионална кариера
В Пасадена Бери работи за „Консолидейтид Енжиниринг Корпорейшън“ и бързо напредва в кариерата. Пише технически статии, отчети, изнася доклади на различни научни форуми. Става член на Американското физическо общество, Американската асоциация за развитие на науката и други институти.
През 1945 г. Бери създава аналогов компютър 30 – 103, предназначен за решаване на системи от линейни алгебрични уравнения. През 1951 г. получава патент за него.
Към 1960-те Клифърд Бери притежава 19 патента в областта на масспектрометрията и 11 патента в различни области на вакуумната електроника, а към момента на смъртта си е имал подадени 13 патентни заявки.
В „Консолидейтид“ той работи до есента на 1963 година. След това се мести в Ню Йорк, където е поканен за директор на отдела за перспективни разработки на фирмата „Вакуум Електроникс“ в Хънтингтън, Лонг Айлънд. Заминава за Ню Йорк сам, за да търси квартира за семейството, но след две седмици, на 30 октомври 1963 година е намерен мъртъв в стаята си под наем. Смъртта му остава неизяснена, като в полицейския доклад се споменава „възможно самоубийство“.

## Семейство
Клифърд Бери се запознава с бъдещата си съпруга, Марта Джейн Рийд, в Айова. Тя също следва магистратура и същевременно работи като секретарка на проф. Джон Атанасов. Сключват брак на 30 май 1942 г. в Еймс, Айова. Раждат им се две деца – Керъл и Дейвид.